# 盧卡什夫卡 (大皮薩里夫卡區)
50°26′30″N 35°33′51″E / 50.44167°N 35.56417°E
盧卡希夫卡（烏克蘭語：Лукашівка）是位於烏克蘭東北部的村莊，由蘇梅州奥赫蒂尔卡区的大皮薩里夫卡市鎮負責管轄。該村處於沃爾斯克拉河左岸，距離亞歷山德里夫卡1.5公里，海拔高度124米。